# Carine Verbauwen
Pour les articles homonymes, voir Verbauwen.
Carine Verbauwen, née le 30 décembre 1961 à Gand (Belgique), est une nageuse belge.